# 山縣神社
山縣神社（やまがたじんじゃ）もしくは山県神社は、山梨県甲斐市にある神社。

## 祭神
祭神の山縣大弐は、江戸時代中期の儒学者、思想家で、尊皇思想を鼓吹していた。しかし大弐の門弟には上野国小幡藩の藩士が多かったことから、小幡藩のお家騒動に巻き込まれ、その際の摘発により大弐の思想が発覚、大義名分論を掲げ幕政を批判していたことから、1767年（明和4年）に処刑された（明和事件）。

## 歴史
明治になり、尊皇攘夷思想を鼓吹した思想家や志士たちを顕彰する動きが高まってきた。1880年（明治13年）、明治天皇は山梨県行幸の際に、山縣大弐を評価し、祭祀料を賜る栄誉を与えた。1891年（明治24年）には正四位が追贈された。
これを機に、地元の偉人として山縣大弐を顕彰すべく「山縣会」が発足し、山縣大弐を祭神とする神社を創建することになった。1921年（大正10年）に神社は創建され、近代社格制度における県社となり、1974年（昭和49年）には伊勢神宮第60回式年遷宮の旧神殿の用材を賜る栄誉を受けている。
山縣大弐は学者・思想家だったことから、「学問・教育の神」として崇敬されている。毎年9月23日に「大弐学問祭」が開催されている。
当社には山縣大弐直筆の書物を所蔵しており、また境内には、大弐の墓や歌碑がある。

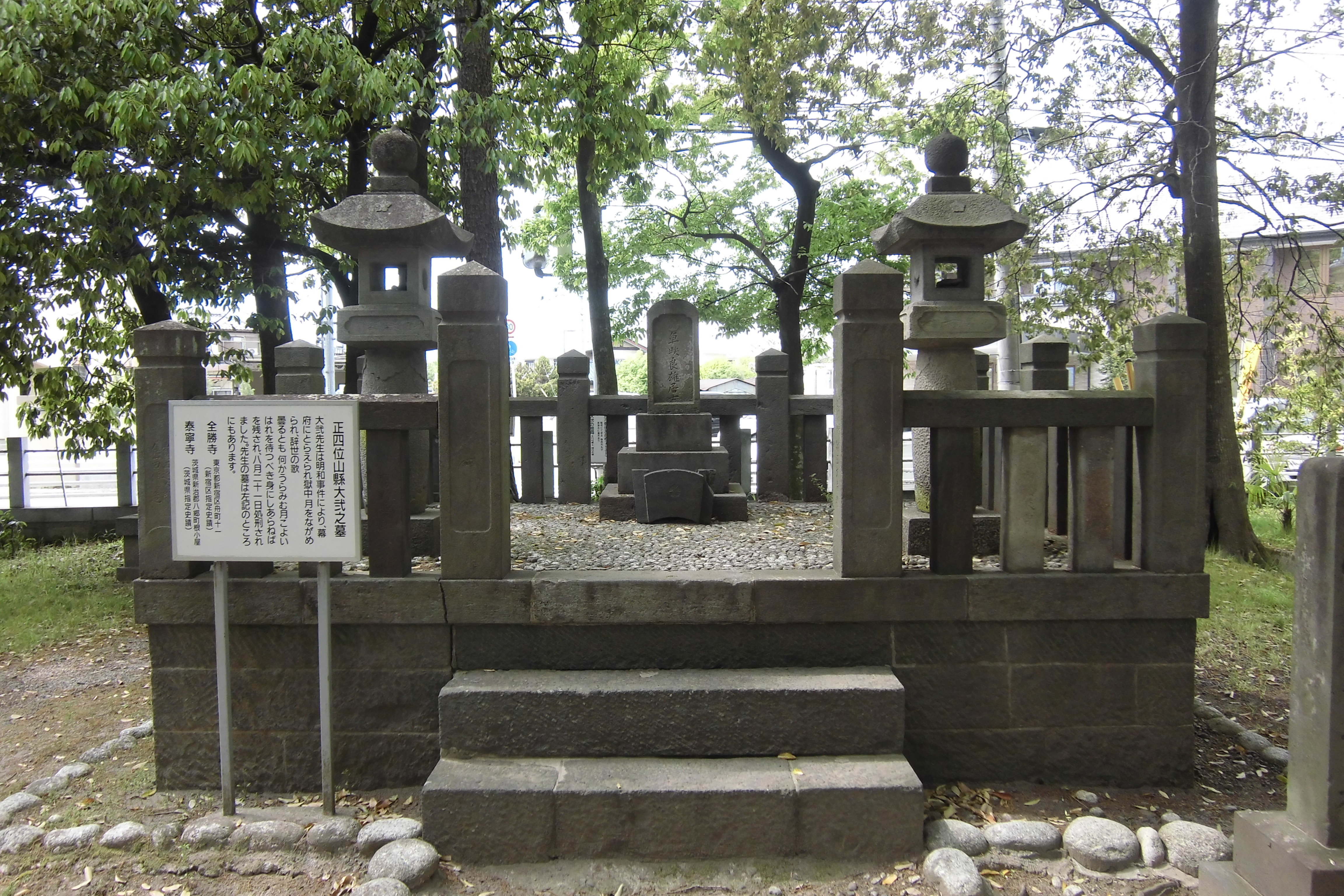
墓所
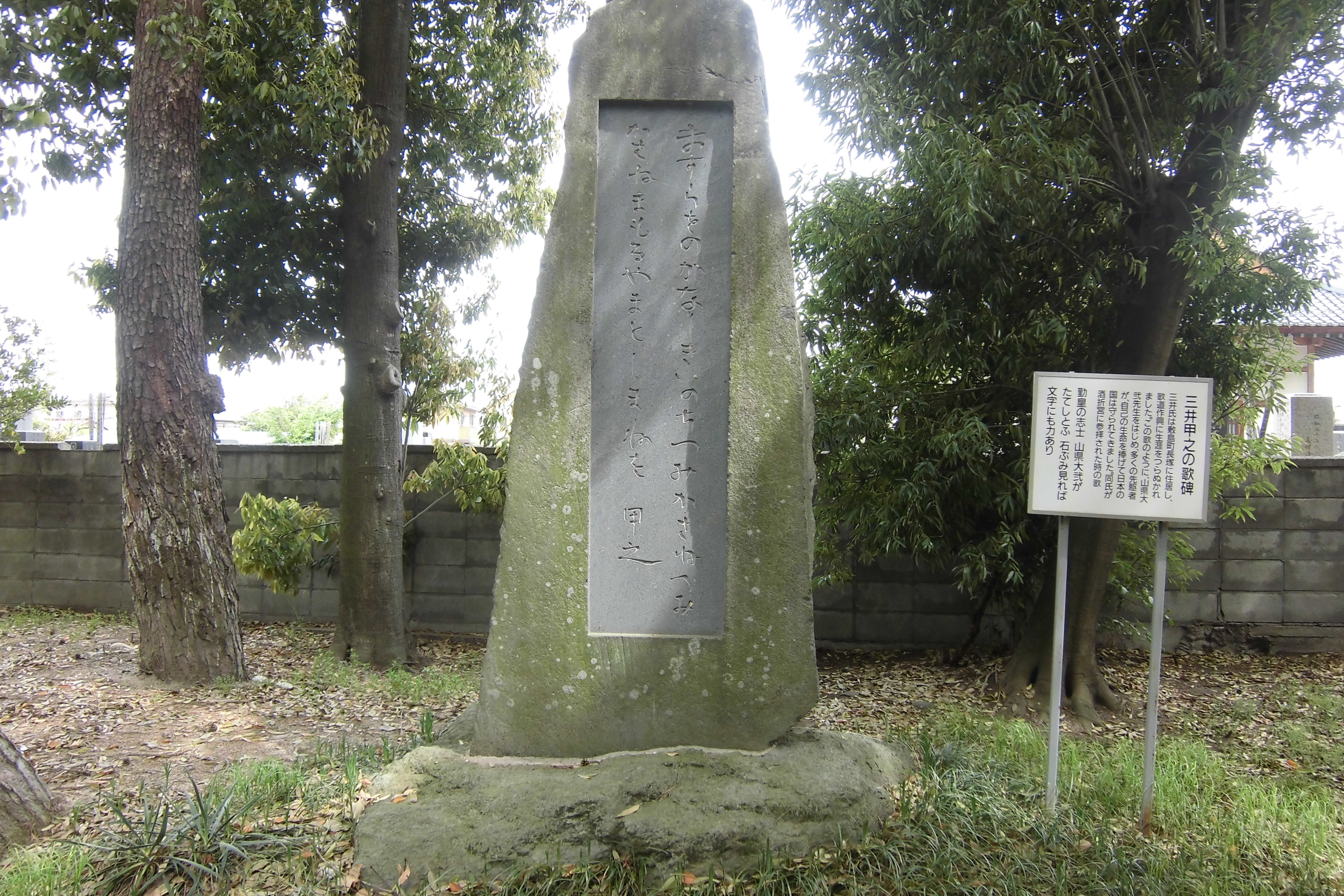
歌碑
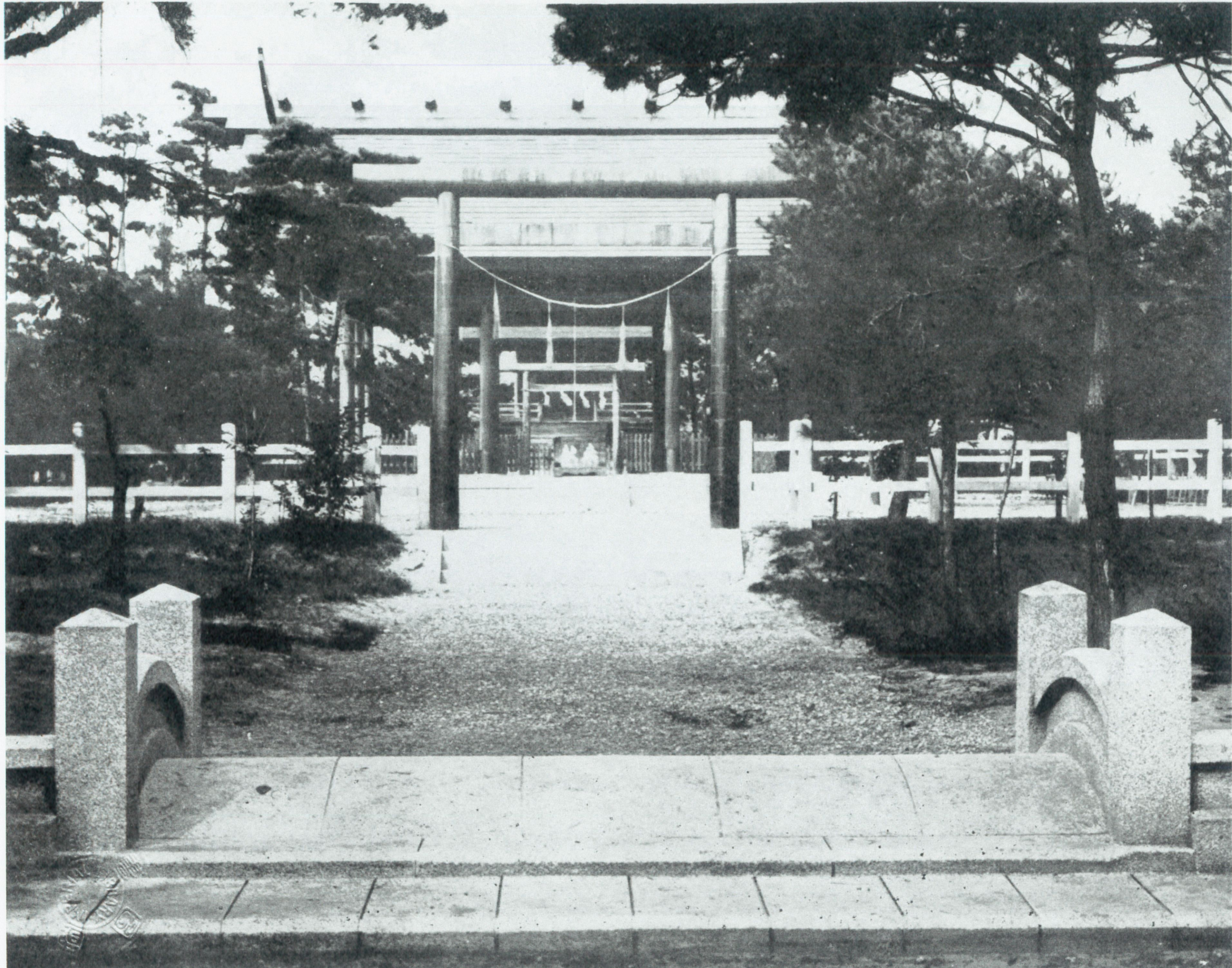
昭和初期の山縣神社

## 文化財
- 山縣神社本殿（登録有形文化財 平成28年8月1日登録）[6]
- 山縣神社鳥居（登録有形文化財 平成28年8月1日登録）[7]
- 山県大弐自筆著書並墨書 発音略1巻・天経発蒙8巻・琴学発揮2巻・制作図式1巻・熱海浴泉歌1幅・寄厳仲説兄詩1幅・雪車詩1巻（山梨県指定有形文化財 昭和44年11月20日指定）[8]
- 山県大弐の墓（甲斐市指定史跡 昭和52年6月25日指定）[9]

## 交通アクセス
- 竜王駅より徒歩20分。